# Dicranophorus forcipatus
Dicranophorus forcipatus är en hjuldjursart som först beskrevs av Müller 1786.  Dicranophorus forcipatus ingår i släktet Dicranophorus och familjen Dicranophoridae.

## Underarter
Arten delas in i följande underarter:
- D. f. forcipatus
- D. f. parvidentatus